# カール・ラガーフェルド
カール・オットー・ラガーフェルド（Karl Lagerfeld、1933年9月10日 - 2019年2月19日）は、ドイツ出身のファッションデザイナー、写真家。フランス・パリ近郊ヌイイ＝シュル＝セーヌ在住。もとの姓はラガーフェルト(Lagerfeldt)である。
世界的なブランド「シャネル」「フェンディ」や、シグネチャーブランドのヘッドデザイナーあるいはクリエイティブ・ディレクターを務め、様々なファッション・アートのプロジェクトで業績を残したファッション界の重鎮。ポニーテールの白い髪・暗い色のサングラス・高い襟のシャツという容姿がトレードマーク。

## 略歴

### 生い立ち
1933年の9月10日、ドイツ北部のハンブルクに生まれた。父はオットー・ラガーフェルト（1881-1967）、母はエリーザベト・バーマン（1897-1978）。彼の父オットーは無糖練乳を生産・輸入する企業のホーホヴァルト社を経営していた。また母のエリーザベトはオットーと出会ったころ下着のセールスの仕事をしていてベルリンに住んでいた。母方の祖父であるカール・バーマンは中央党の地元政治家であった。オットーとエリーザベトは1930年に結婚した。一家は復古カトリック教会を信仰する家庭だった。

## キャリア
パリオートクチュール組合が経営する学校にてファッションを学ぶ。この時の同級生にアルジェリアから来たイヴ・サン＝ローラン、それに日本から来た小池千枝がいた。1955年、国際羊毛事務局(International Wool Secretariat)（現在のザ・ウールマーク・カンパニー）の支援するデザインコンテストのコート部門で優勝したカールはピエール・バルマンのアシスタントとして雇われた。3年間バルマンの下で働きデザイン室長になったが、1958年、ジャン・パトゥの下に移籍して5年間にわたり年2回60点ほど発表されるオートクチュールのデザインを行った。生地や技術的なことも主にパトゥのメゾンで学んだと語っている。
彼の最初のコレクションは1958年の7月に2時間の時間を使って披露された。なお、この時はローランド・カール(Roland Karl)の名前を使っている（後年の1962年ごろの記事ではカールの名前はKarl LagerfeltとかKarl Logerfeldとよく誤植されていた）。この最初のコレクションの反応は決して良いものではなかった。アメリカのファッションジャーナリストであるキャリー・ドノバンの記事によれば「看板(press booed)を集めたようなコレクション」また、UPI通信社の記事によれば「会社の新しいデザイナー 25歳のローランド・カールのコレクションは引き延ばされた形で昨年の袋形のフォルムの流れを無視したものである」とのことであった。なおカールは、このシーズンのシルエットをアルファベットの「K」になぞらえたものと言っている。正面のまっすぐなライン、ウエストの後方でとった曲線、長いスカートの組み合わせがその示すところである。
彼が1960年の春のシーズンにデザインしたスカートはその年のパリで一番短いものだった。しかし、コレクションの反応はそれほどよいものではなく、キャリー・ドノバンは「既製服(ready-to-wear)としては十分良く売れるだろうが、しかしオートクチュールではない」と切り捨てた。それでも1960年代も後半の頃になると、徐々にカールの発表するコレクションの評価も悪くないものになってきていたが、いまひとつという状況が続いた。この頃を「ウンザリして、仕事を辞めて、学校に戻ろうと思ったが上手くいかなかった。だからそれから2年間を主にビーチで過ごした。(why )そこで人生というものを学んだと思う」とカールは評している。
1963年、カールはティツィアーニ(Tiziani)というブランドを立ち上げた年にアメリカ・テキサス州出身のアメリカ人エヴァン・リチャ―ズによって、イタリア・ローマで創業された店のためのデザインの仕事を始めた。そこではまずオートクチュールを、続いて既製服にも製造が拡大された。1963年、カールとエヴァンは共同でデザインを行い最初のコレクションを仕上げた。このブランドの顧客にはエリザベス・テイラーやジーナ・ロロブリジーダ,ドリス・デュークといった著名人が名を連ねた。結局カールはこのブランドのデザインを1969年まで行った（なお後任はGuy Douvierという人物）。
この頃までに所属したメゾンには他にクリツィア、シャルル・ジョルダン、ヴァレンティノなどもあるという。
1964年には、フリーランスのデザイナーとしてクロエと契約。最初のうちはシーズンごとに数点のデザインをするだけであったが、徐々に多くを担うようになり、それからコレクション全部をデザインするまでになった。このクロエとの協業は1978年まで続き、1992年には再びデザイナーに復帰している（二度目は1997年まで）。1965年には毛皮で有名なイタリアのブランド フェンディと契約し、デザインの仕事を開始。それまでの伝統的な形の毛皮のコートを一新し、ミリタリーなど新鮮なスタイルを提案しブランドの刷新を図る。また、今日まで使われるフェンディのFを２つ組み合わせたロゴもデザインした（その意味は"Fun Fur"であるらしい）。
フェンディとの契約によるデザイン職は50年以上も続いた。
こうしたフリーランスとしてデザイン職に携わるやり方は、彼が最初ではないが、成功例として以降一般化していく。
1970年には、その前年の11月に創業者(Gigliola Curiel)を亡くしたローマのオートクチュール店Curielのためにデザインを始める。最初のコレクションは1930年代の銀幕スターのためにデザインされたような「ポタポタと落ち感のあるエレガンス」と評された。
1970年代には、舞台衣装のデザインを行っていた時期もある。その中にはミラノのスカラ座のための仕事なども含まれる。
1980年代には様々な会社と契約を結んでデザインを行っている。例えば、伊勢丹と契約してデザインをし、メンズ、ウィメンズで30点ほどの製品を発表した。他にもアメリカの会社(Eve Stillmann)との契約によるランジェリーのデザインや、靴、セーターのデザインを行っている。
1982年シャネルと契約。低迷ぎみであったブランドを復活させた（詳細は後述）。
2004年、スウェーデンのファストファッションメーカーH&Mとのコラボを発表。高級ブランドのデザイナーとファストファッションのコラボレーションはそれ以前にはほとんど例がなかったが、これ以降、H&Mは毎年著名なデザイナー、メゾンとのコラボレーションを行っている。
2019年2月19日午前、パリ近郊のヌイイ＝シュル＝セーヌにて、姉に見守られながら死去した。享年85。亡くなるまでデザイナー職の地位にあった。

## シャネルでの復活劇

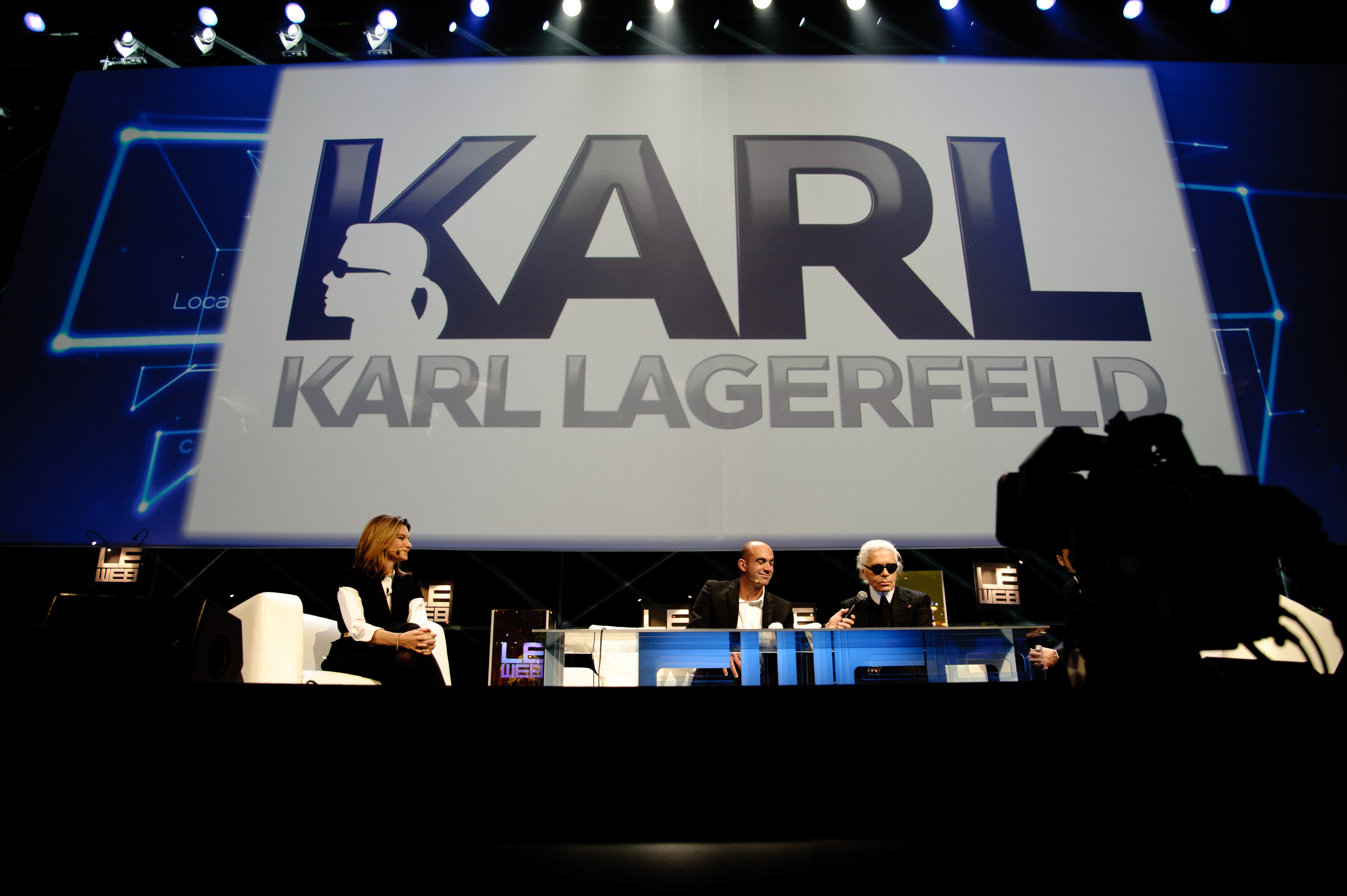
自身を模したブランドのロゴ（2011年12月）

カール・ラガーフェルドはデザイナーとしてシャネルを再興したが、老舗メゾン再興という事例はそれ以前には一般的ではなかった。
創業者ココ・シャネルが1971年に亡くなって以降ブランドとしてのシャネルは低迷していた。「シャネルは墓に戻る」とまで言われた経営状態を立て直すためにカールにデザイナー職のオファーがなされたが、その当時、低迷したブランドを再興するという考えは一般的ではなく、カールは多くの友人からその契約を結ぶべきではないと忠告された。結局シャネルからの2度目のオファーをうけたカールは、83年のオートクチュール、続く84年からはプレタポルテ（既製服）と協業を開始。結果としてコレクションは高い評価を得て、なおかつ販売・話題性も回復した。こうしたシャネルとカールの関係は、彼が亡くなるときまであり、後任には長年カールの右腕でとして働いてきたヴィルジニー・ヴィアールが即座に就任した（それ以前のシャネルでの役職はクリエイティブ・スタジオ・ディレクター）。
カールによるブランド復活劇は、老舗ブランドを気鋭のデザイナーの手によって再興させるという手法として、多くのブランドによって模倣された。例えばベルナール・アルノーは買収したクリスチャン・ディオールにおいてジャンフランコ・フェレを89年に新たなデザイナーとして迎えた。また、グッチにおいても90年にトム・フォードをデザイナーとして迎えることでブランドの再興を果たしている。

## コラボレーション
2002年、イタリアのディーゼルの創業者レンツォ・ロッソの求めに応じて特別なデニムのコレクションを発表するコラボレーションを行った。「The collection, Lagerfeld Gallery by Diesel」と名付けられたこの企画では、カールがデザインを行い、ロッソの監督の下でディーゼルのクリエイティブチームが製作・発表するというものであった。発表はパリ・ファッションウィークの期間に行われた。販売は非常に限られた場所でのみ行われ、カールのDiesel Denim Galleriesでパリとモナコ、ディーゼルのDiesel Denim Galleriesでニュー・ヨーク、東京のみで販売された。販売価格は240ドル～1.840ドルであったが、ニュー・ヨークでは一週目でパンツの9割が売れる好調であった。

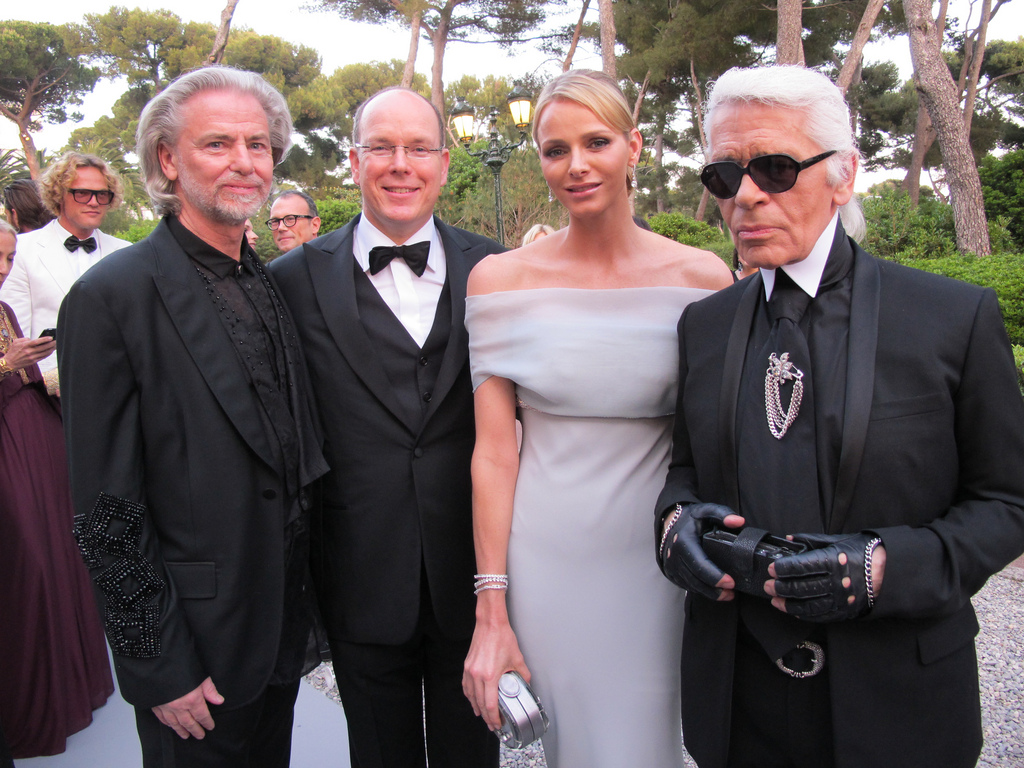
カール・ラガーフェルド, 菓子メーカー ランバーツのヘルマン・ビュールベッカー, アルベール2世, シャルレーヌ (2011年).

2004年11月12日、H&Mとのコラボレーションを発表。限定で製造されたメンズ、ウィメンズの服を販売するというもので、カールとのコラボレーション以来、H&Mは毎年一回著明なデザイナーあるいはブランドとのコラボレーションを発表・販売している。なお、カールはこの企画のためのテレビCMにも出演した。
2008年、ドイツの老舗高級ぬいぐるみブランドのシュタイフとコラボレーションし、オリジナルのテディベアを製作。2500体が製造され値段は1,500ドルだった。
2008年発売のゲームソフトグランド・セフト・オートIVのワールド内のラジオ局のDJとして出演。
2016年の秋冬から、そごう・西武グループとのコラボレーションで"Limited Edition By Karl Lagerfeld"のラインを展開。

## 私生活
同性愛者であった。
ジャック・ドゥ・バッシェール（1951-1989）と長らく同棲関係にあり、それはジャックが死ぬまで続いた。
カールは多くの家を所有している、または、していた。1970年代にはアールデコ調に飾られたパリのRue de l'Université のアパートメント。1970年代から2000年までは18世紀に建てられたロココ調の様式に飾られたブルターニュのChateau de Penhoët。メンフィスデザインのモンテカルロのアパート（1980年代）。アールデコ調のハンブルクのヴィラ（1990年代-2000年）。モナコのLa Vigieのヴィラ（1980年代-2000年代）。パリのRue de l'Universitéにあるロココとその他の様式の17世紀のメゾン(hôtel particulier)（1980年代-2000年代）。アメリカのニューヨーク州・マンハッタンのアパートメント（2006-2012年、しかし引っ越したり飾りつけたりはしなかった）。ビアリッツのモダン様式の装飾の夏用のヴィラ（1990年代-2006年）。アメリカ・バーモント州の1840年代の一軒家（2000年代-）。2007年からはパリのヴォルテール通りにある家を所有しており、装飾はモダンとアールデコの様式である。ただし、カール本人は「部屋を飾るのが好きなのだ」と述べており、購入してから一度も使用していない家を売りに出したこともあった。
カールはバーマン種の猫を飼っている。名前はシュペット(Spett)である。2人の専属メイドに世話されているというシュペットは、世界有数の高給取りの猫として知られており、2015年にはシュウウエムラとのコラボレーションなどの仕事で約3億5000万円の収入があったという。

## エピソード
- 以前は太り気味の体に扇子とポニーテールがトレードマークであったが、2000年に「ディオール・オムの細身のスーツを着るために」13ヵ月で42kgの減量に成功している。以降は襟の高い細身のジャケットとシャツに、アメリカのブランドクロムハーツのジュエリーを身につけるのがトレードマークとなった。
- 上記のクロムハーツコレクターでもあり、クロムハーツのリングは全部所有しており、「男がつけてもOKなジュエリーっていったらクロムハーツくらいさ」と公言している。
- 愛用していた腕時計は、オーデマ・ピゲのオールブラックのロイヤルオーク Ref.5402STがある。1970年代半ばから所有していたが、元々この腕時計は正規販売時にオールブラックの仕様はなく非常に希少価値の高いものである。現在もどのようにしてカールの手に渡ったのかは不明とされている[25]。
- ドイツ語、イタリア語、フランス語、英語の4ヶ国語に堪能。
- 2003年に、スタインウェイの創立150周年記念限定ピアノのデザインを手がけた。
- 2004年に、大量生産の既成服として人気の高いH&Mのデザインを手がけ、同時にテレビCMにも出演し話題となった。
- 2006年に、シャネルのコレクションまでのアトリエの様子を描いたドキュメンタリー、「サイン・シャネル～カール・ラガーフェルドのアトリエ～」が公開された。
- 2007年に、自らの選曲の2枚組CDアルバムをリリースした。
- イタリアのタイヤメーカーであるピレリ(Pirelli)が毎年出版するピレリカレンダー（英語版）の2011年度版撮影を行う。欧米圏では伝統的かつ有名なカレンダーであるが、ヌードが多いなどの倫理的な問題もあり日本には輸入されない。